# НП1
НП1 (Новочеркасский промышленный, тип 1) — промышленный электровоз (тяговый агрегат) переменного тока напряжением 10 кВ и частотой 50 Гц производства Новочеркасского электровозостроительного завода. Позиционируется как основная замена устаревших тяговых агрегатов ОПЭ1, ОПЭ1АМ, ОПЭ2, ЕЛ2.

## История создания
Первый тяговый агрегат НП1 был создан на НЭВЗе и ВЭлНИИ в 2002 году. В следующем году он был испытан на Качканарском ГОКе и показал полное соответствие требованиям технического задания. За 2004 год НП1-001 перевёз около 2 млн тонн горной массы.
По состоянию на август 2022 года построено не менее 106 машин; при этом НП1-002 был повреждён при возгорании и списан, а вместо него поставлен НП1-002р.

## Галерея

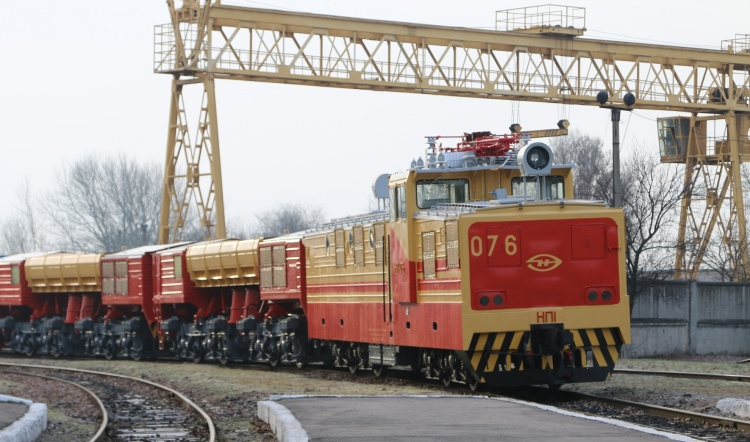
НП1-076 (вид на электровозную секцию)
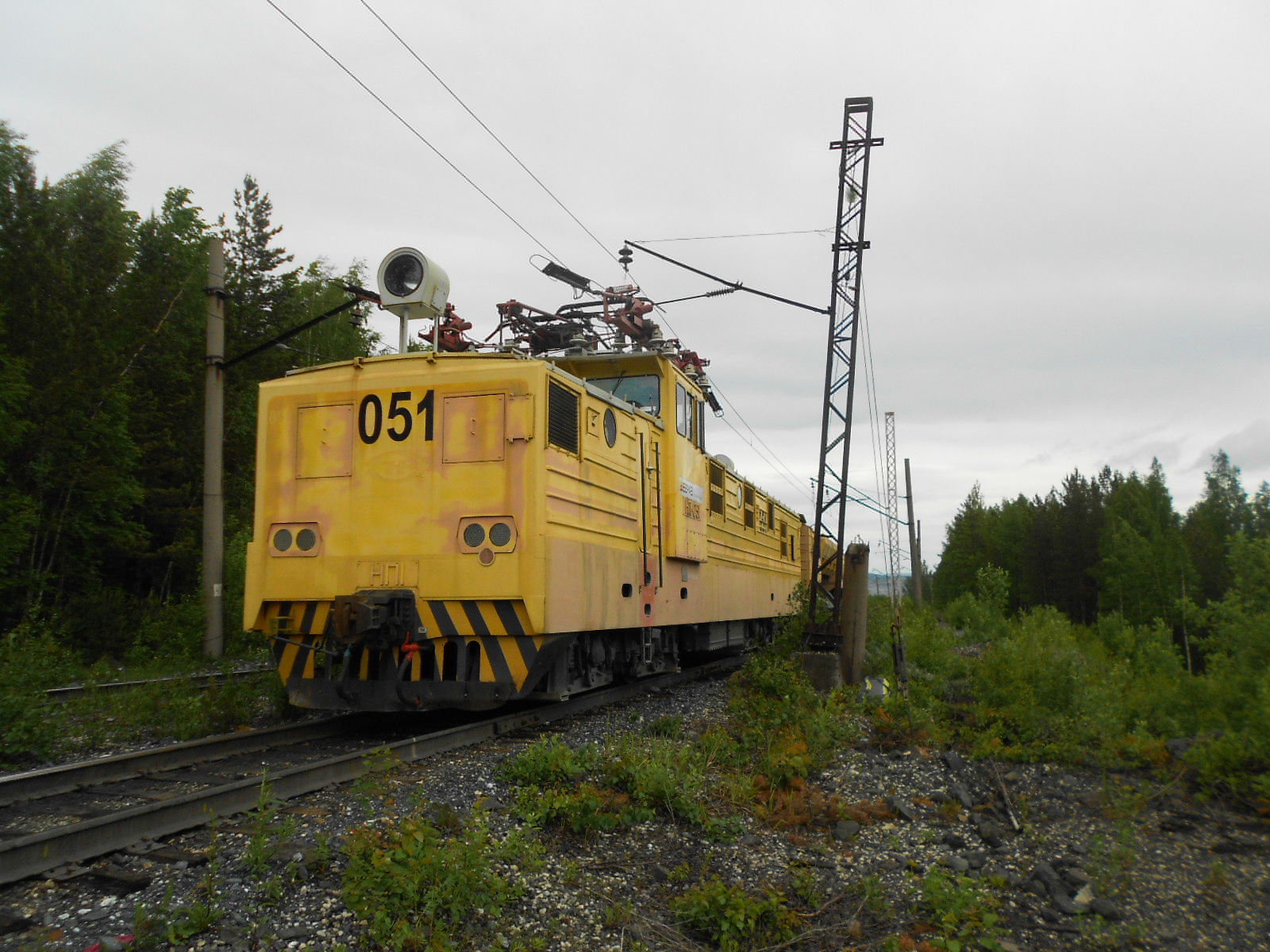
НП1-051 (вид на электровозную секцию)
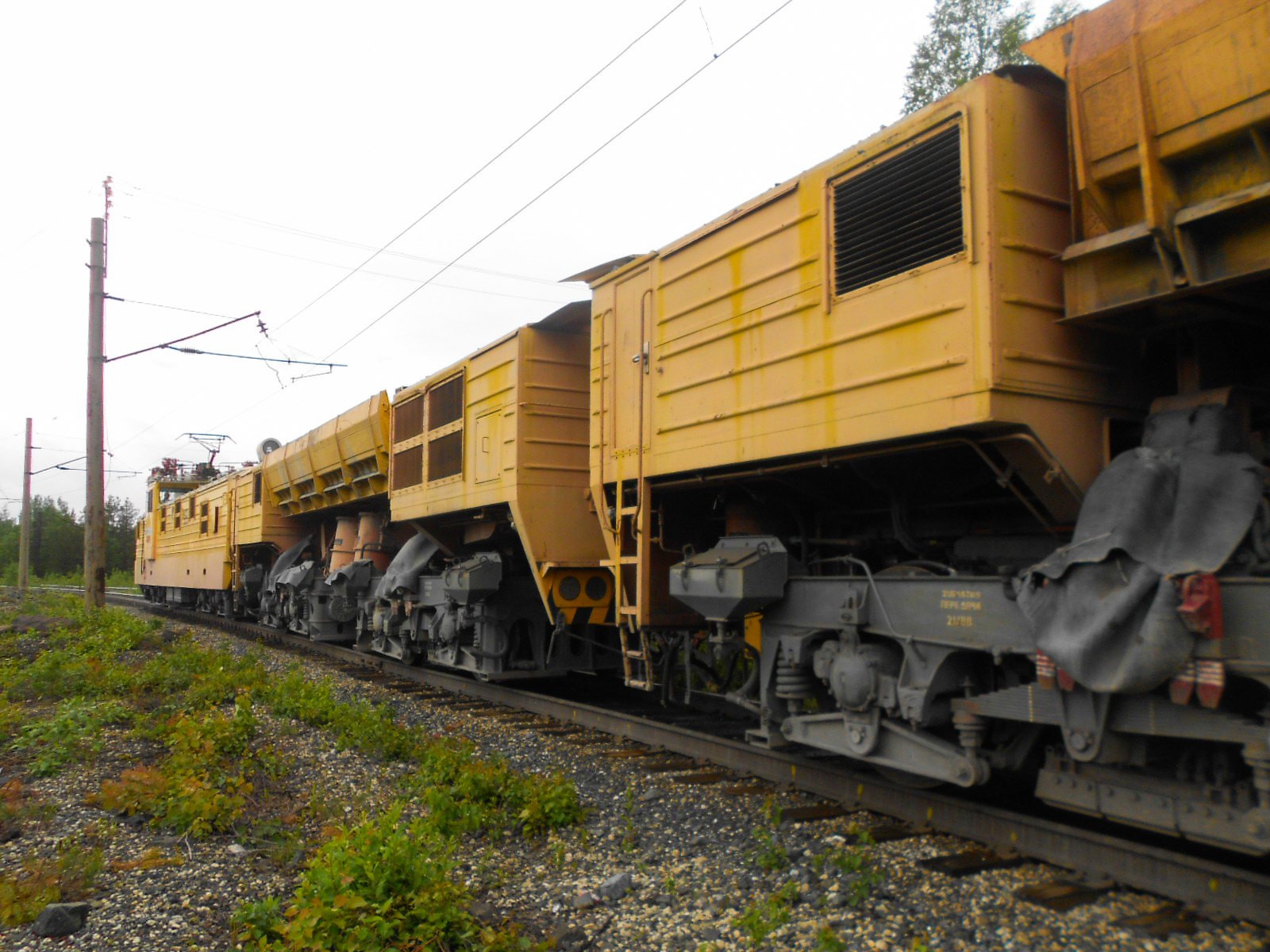
НП1-051 (вид на моторные думпкары)
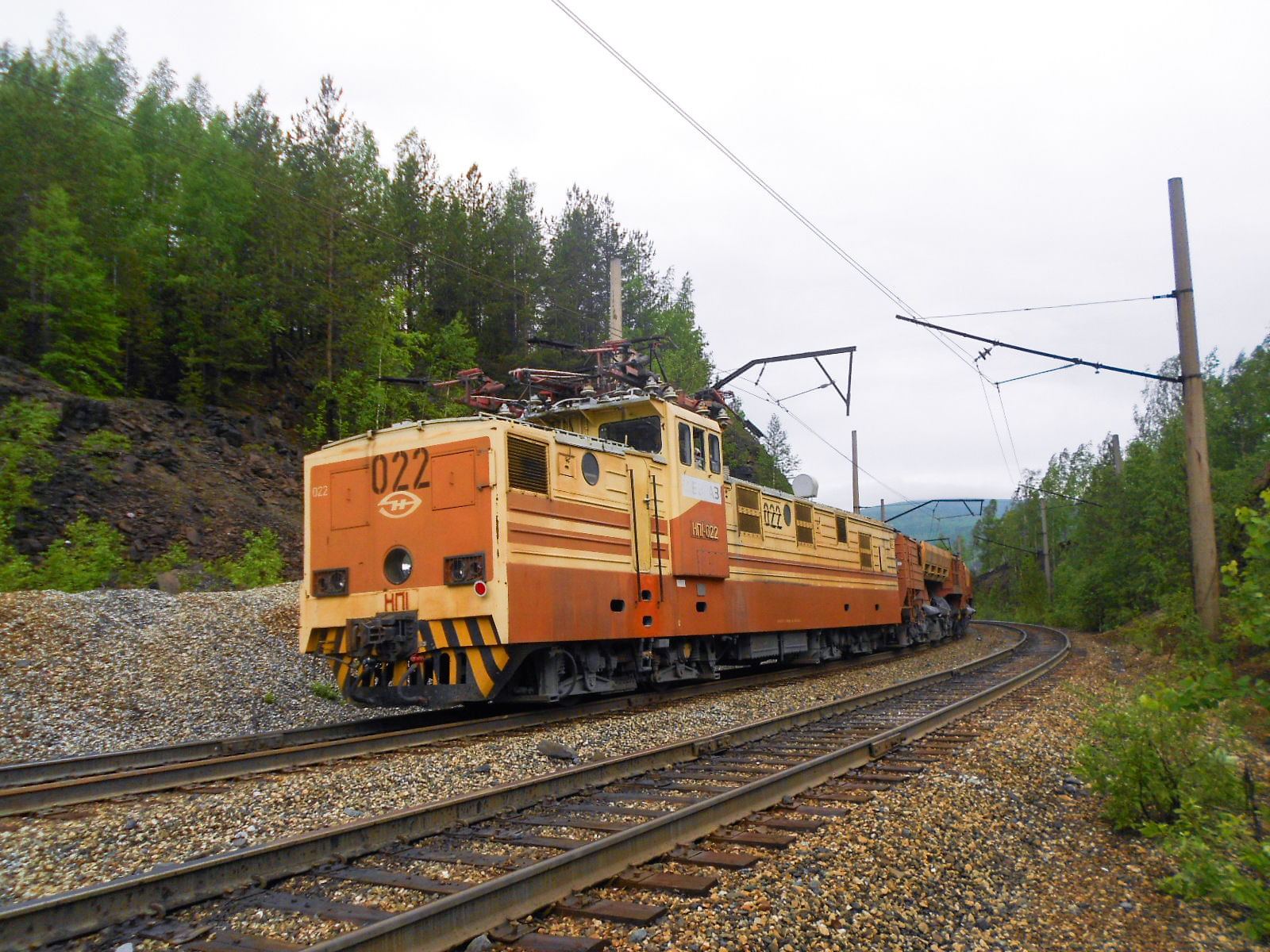
НП1-022 (вид на электровозную секцию)
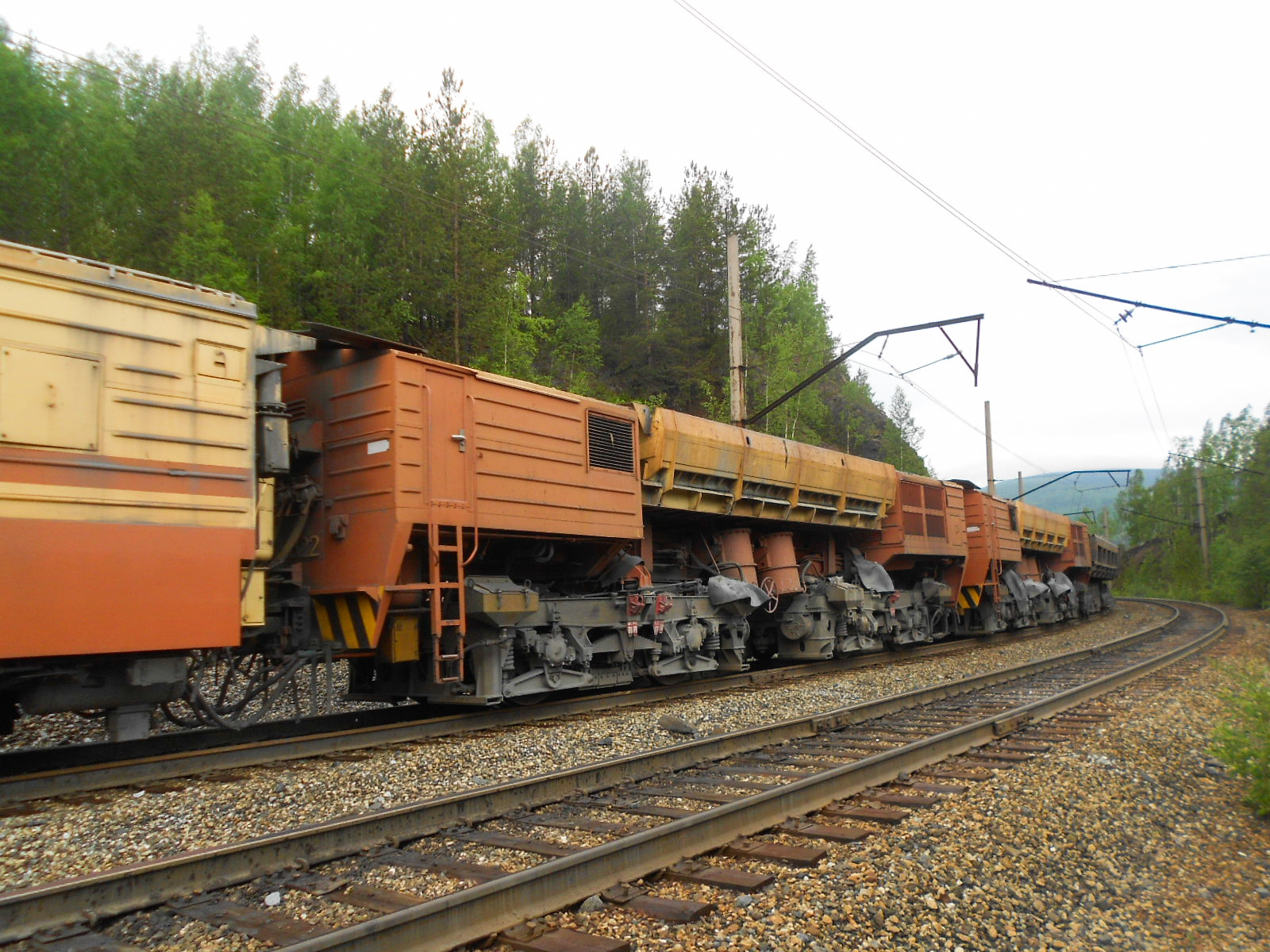
НП1-022 (вид на моторные думпкары)